# 塞纳克
塞纳克（法語：Cénac，法語發音：[senak]）是法国吉伦特省的一个市镇，属于波尔多区。

## 地理
塞纳克（44°46'47"N, 0°27'37"W）面积7.5 平方千米，位于法国新阿基坦大区吉倫特省，该省份为法国西南部沿海省份，是法國本土面积最大的省，北起滨海夏朗德省，西临大西洋，南至朗德省，东南接洛特-加龍省，东临多爾多涅省。
与塞纳克接壤的市镇（或旧市镇、城区）包括：卡里尼昂德波尔多、康布拉讷和梅纳克、拉特雷讷、利尼昂德波尔多、圣卡普赖德波尔多。

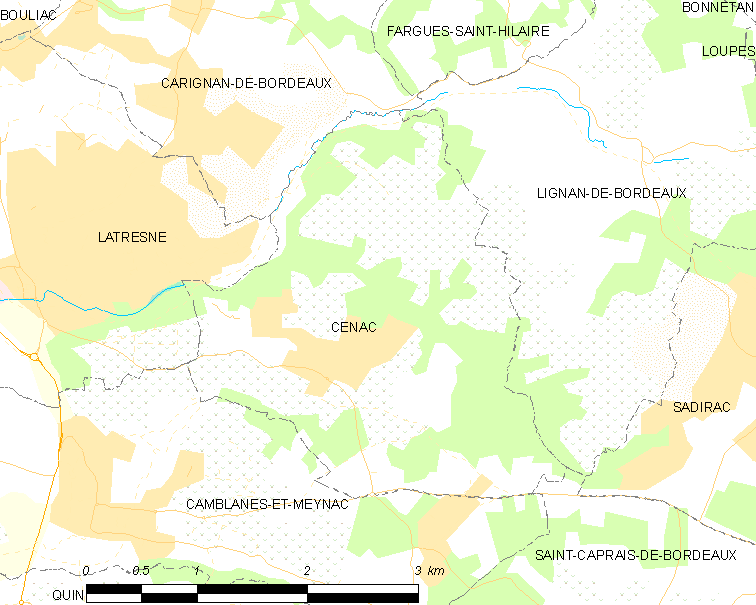
塞纳克的OSM定位图

塞纳克的时区为UTC+01:00、UTC+02:00（夏令时）。

## 行政
塞纳克的邮政编码为33360，INSEE市镇编码为33118。

## 政治
塞纳克所属的省级选区为克雷翁县。

## 人口

1962-2008年间塞纳克人口变化图示

塞纳克于2022年1月1日时的人口数量为2151人。